# Louise-Françoise de Bourbon (1673-1743)
Pour les articles homonymes, voir Louise-Françoise de Bourbon.
Titre
Princesse de Condé
1er avril 1709 – 4 mars 1710
(11 mois et 3 jours)
Signature
Louise-Françoise de Bourbon, dite Mademoiselle de Nantes, est née à Tournai le 1er juin 1673 et est morte au palais Bourbon le 16 juin 1743. Fille naturelle du roi Louis XIV et de Madame de Montespan, elle est légitimée par lettres patentes. Elle épouse Louis III de Bourbon-Condé, le petit-fils du Grand Condé, devenant ainsi la duchesse de Bourbon. Elle est ensuite faite princesse de Condé en 1709 suite au décès de son beau-père. Louée pour sa grande beauté par ses contemporains, elle suscite de nombreux scandales lors du règne de son père. Devenue douairière, on érige le palais Bourbon pour elle puis elle fait fortune grâce au système de Law.  

## Biographie

### Enfance
Louise-Françoise de Bourbon est née en la ville de Tournai le 1er juin 1673. Elle est la fille naturelle du roi Louis XIV et de sa maîtresse en titre, Madame de Montespan. L'année de sa naissance, Louise-Françoise est légitimée par le Parlement de Paris, en même temps que ses frères aînés, le duc du Maine et le comte de Vexin. Par ce qu'elle est une femme mariée, le nom de Madame de Montespan n'apparaît pas au sein de l'acte de légitimation, le roi et cette dernière craignant de fait que le marquis de Montespan ne cherche à reconnaître de « de jure » les enfants du couple dans le but de se venger de cet affront. Le marquis représente alors une réelle menace. 
Ainsi, toute sa vie Louise-Françoise est considérée comme étant enfant seule du roi et ne pourra jamais avoir officiellement de rapports filiaux avec sa mère. Lors de sa mort en 1707, elle ne pourra pas porter son deuil. Elle est élevée avec ses frères et sœurs par Madame de Maintenon. Elle reçut de son père le titre de « Mademoiselle de Nantes » et était surnommée « Poupotte » par ses parents car elle ressemblait à une poupée. Louise-Françoise était très proche de Mademoiselle de Tours, née en 1674, et fut grandement affectée par son décès brutal en 1681. Les enfants naturels du roi étaient élevés ensemble dans une demeure privée dans la rue de Vaugirard. 
Elle ne sera jamais proche de ses deux sœurs, Marie-Anne et Françoise-Marie. Ces dernières sont extrêmement jalouses les unes des autres et passent leur temps à la recherche d'un privilège, rang ou statut qui pourrait surplomber celui des autres. En revanche, elle entretient de bon rapports avec son demi-frère, le Grand Dauphin. La jeune fille hérite de l'intérêt de ses parents pour la musique et pour la danse, et puis est une bonne danseuse. Ainsi, elle incarna la Jeunesse dans un ballet qui fut dédié à la dauphine lorsqu'elle avait neuf ans. L'enfant hérite également de l'esprit de sa mère, le fameux esprit Mortemart. Voici ce que le duc de Saint-Simon disait d'elle :

### Mariage
Âgée de onze ans, Louise-Françoise épouse Louis III de Bourbon-Condé, alors duc de Bourbon, le 24 juillet 1685 en la chapelle royale du château de Versailles. Il est lui âgé de seize ans et est un cousin éloigné de son père. Il est le fils de Henri-Jules de Bourbon-Condé, duc d'Enghien et fils du Grand Condé, le prince de Condé. À la cour, son époux est désigné sous le titre de courtoisie de « Monsieur le Duc ». Elle est ainsi à son tour appelée « Madame la Duchesse ». Cette union sera néanmoins considérée comme scandaleuse car le duc est un prince du sang alors que Louise-Françoise est une bâtarde légitimée. Cette union à toutefois le mérite auprès de la maison de Condé de rapporter une dote de près d'un million de livres accordée par le roi Louis XIV. 

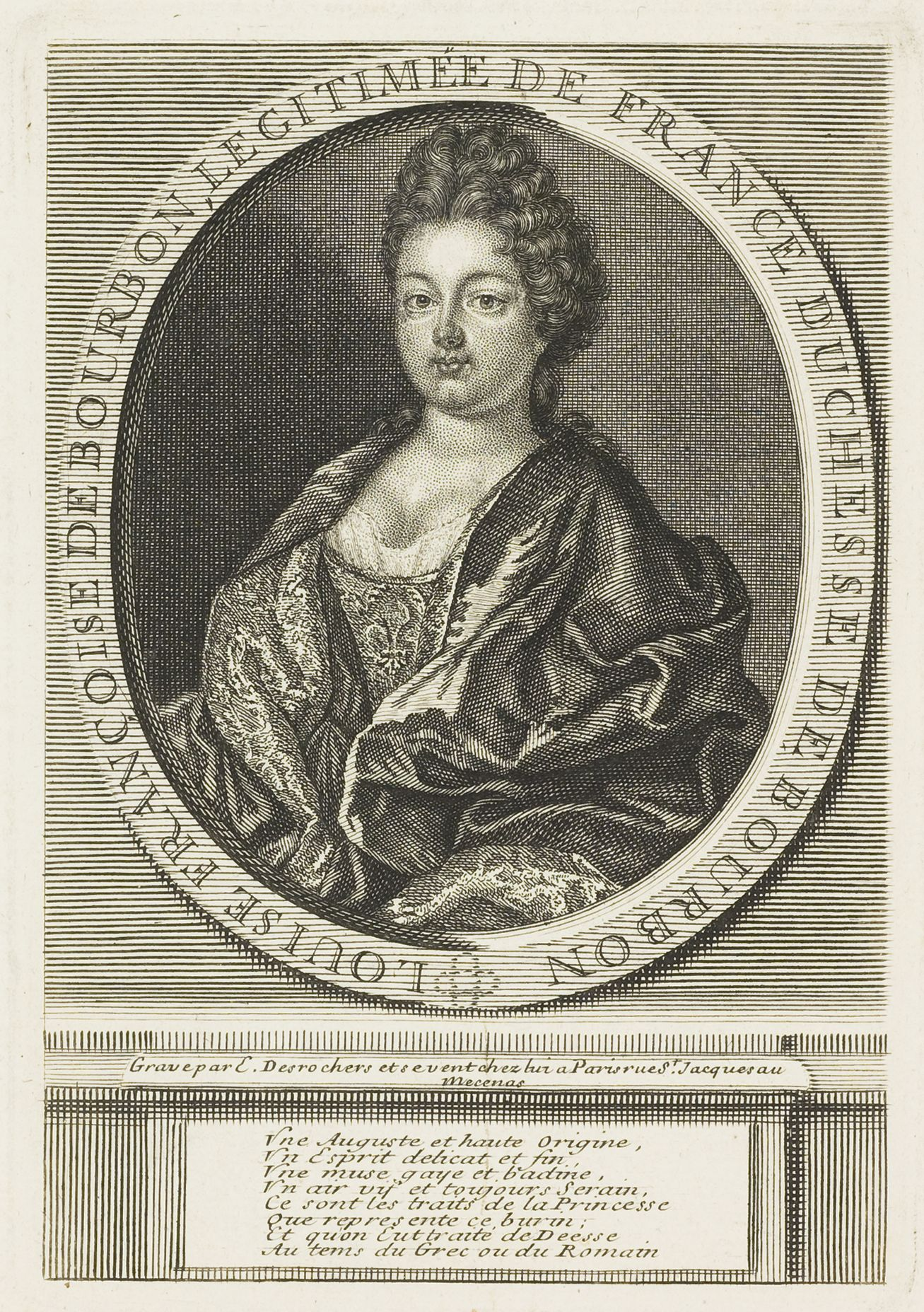
Louise-Françoise de Bourbon, légitimée de France, duchesse de Bourbon par Étienne Jehandier Desrochers, XVIIe siècle.

De plus, le roi accorde aux Condé le gouvernement de Bourgogne ainsi que la survivance à la mort du père et du grand-père du duc de la charge de grand maître de France. Peu de temps après son mariage, lorsque que la cour est au château de Fontainebleau, Louise-Françoise fut victime de la variole. Si son époux ne fut pas présent à son chevet, son beau-père et sa jeune épouse, Anne de Bavière, le furent. Louise-Françoise se rétablit mais le Grand Condé mourut de la maladie, faisant ainsi d'elle la nouvelle duchesse d'Enghien. Son époux est en réalité un être violent, cruel, qui à hérité de la folie de son père, qui est atteint de lycanthropie. Cela dit, il reste un être fin et intelligent qui fera fortune et se montrera toujours fidèle à son beau-père.  
Les époux eurent néanmoins neuf enfants ensemble qui survécurent, un record à l'époque :  
1. Marie-Gabrielle-Éléonore de Bourbon-Condé, dite Mademoiselle de Bourbon. Elle sera abbesse de Saint-Antoine-des-Champs ;
2. Louis IV Henri de Bourbon-Condé, le futur prince de Condé. Il sera principal ministre d'État de 1723 à 1726 sous le règne du roi Louis XV et intriguera pour son mariage ;
3. Louise-Élisabeth de Bourbon-Condé, dite Mademoiselle de Condé. Elle épouse Louis-Armand de Bourbon-Conti et deviendra princesse de Conti ;
4. Louise-Anne de Bourbon-Condé, dite Mademoiselle de Charolais ;
5. Marie-Anne de Bourbon-Condé, dite Mademoiselle de Clermont. Elle sera nommée en tant que surintendante de la Maison de la Reine auprès de Marie Leszczynska ;
6. Charles de Bourbon-Condé, comte de Charolais ;
7. Henriette-Louise de Bourbon-Condé, dite Mademoiselle de Vermandois. Elle sera abbesse de Beaumont-les-Tours ;
8. Élisabeth-Alexandrine de Bourbon-Condé, dite Mademoiselle de Sens ;
9. Louis de Bourbon-Condé, comte de Clermont-en-Argonne. Il sera abbé de Saint-Germain-des-Prés.

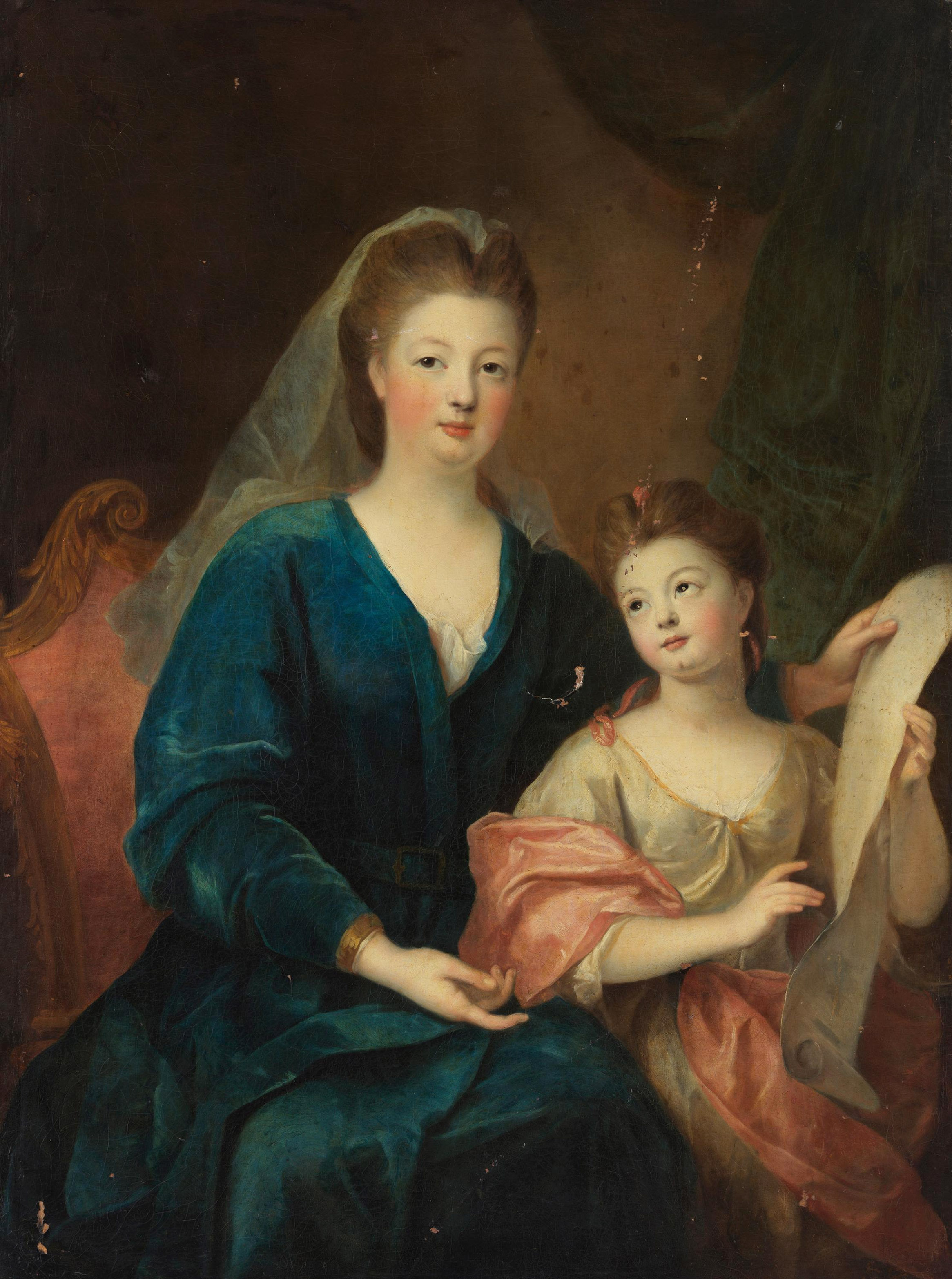
Portrait de la Duchesse de Bourbon, Princesse de Condé et de sa fille par Pierre Gobert, XVIIe siècle.

Louise-Françoise n'eut que très peu d'influence sur ses enfants : sa fille aînée, qui deviendra à partir de 1707 religieuse, était mentalement perturbée ; son fils aîné était lui complètement à la merci de sa maîtresse, Madame de Prie ; son fils, le comte de Charolais, rappelait par certains aspects son père étant comme lui, cruel et débauché ; quant à son fils, comte de Clermont-en-Argonne, il ne se marie pas et entretient très librement de nombreuses maîtresses. Suite à la disgrâce de sa mère, Madame de Montespan, et son retrait de la cour, Louise-Françoise allait plusieurs fois lui rendre visite au couvent des Filles de Saint-Joseph, qui se trouvait rue Saint-Dominique. Sa mort en 1707 bouleverse beaucoup Louise-Françoise et ses frères et sœurs.   
La duchesse de Bourbon, considérée comme belle et vive, eut une liaison avec François-Louis de Bourbon-Conti, le prince de Conti et le beau-père de sa sœur Marie-Anne, en 1695. De fait, il serait possible que Marie-Anne de Bourbon-Condé, dite Mademoiselle de Clermont, soit une fille née de leur liaison. L'époux de Louise-Françoise apprit la nouvelle, mais il ne se querella pas ouvertement avec le prince de Conti par crainte de son beau-père. Le dauphin invitait, lui, le prince et la duchesse en son château de Meudon, loin de la cour et de son époux. Le beau-père de Louise-Françoise meurt le 1er avril 1709, laissant de fait le titre de prince de Condé au mari de cette dernière, et faisant d'elle la nouvelle princesse de Condé. Il meurt un an après.

### Veuvage

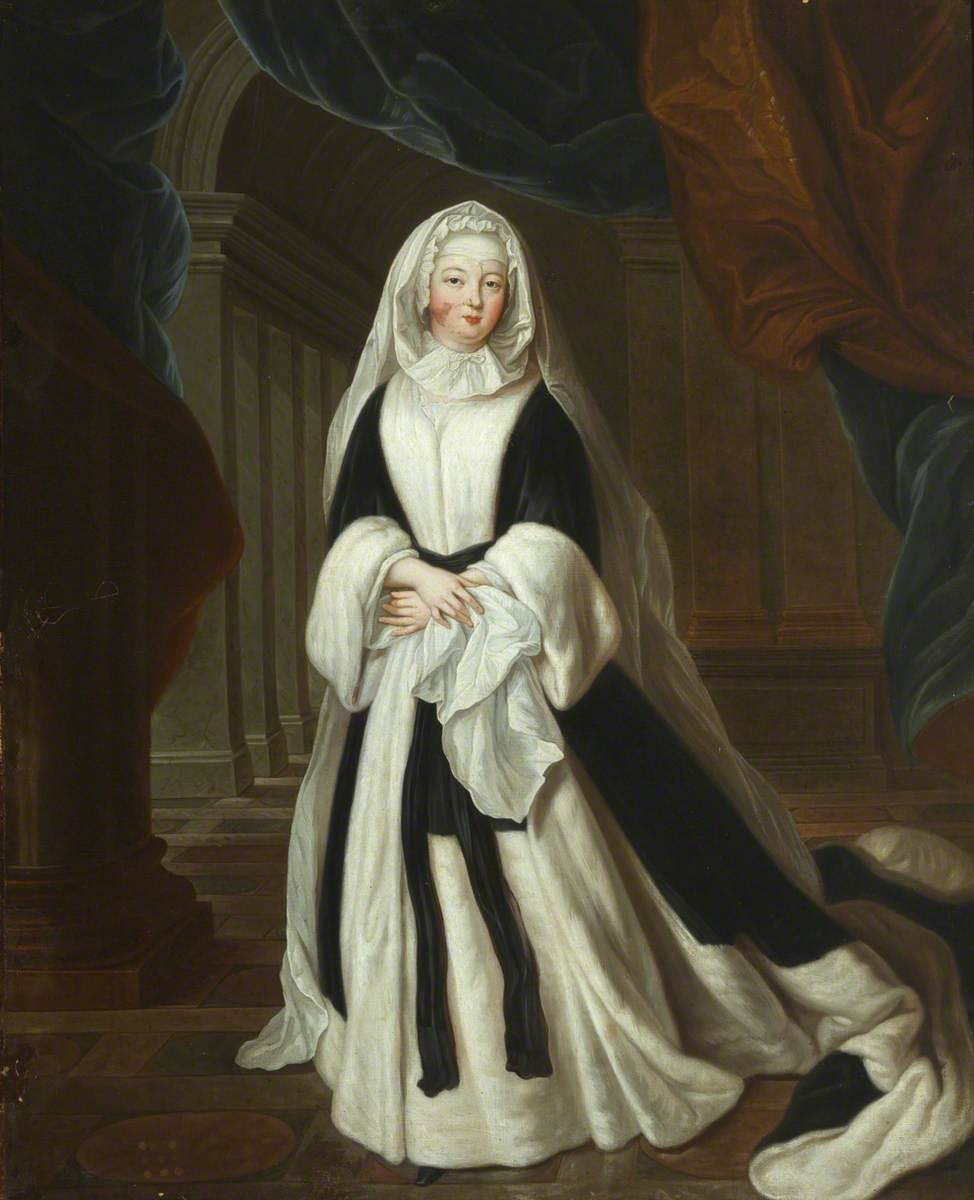
Louise-Françoise de Bourbon, Mademoiselle de Nantes, duchesse de Bourbon par Pierre Gobert, vers 1710.

La mort de Louis III de Bourbon-Condé, survenue en 1710, fait de sa femme une douairière. Il meurt vraisemblablement des suites d'une crise d'apoplexie, survenue lors d'un passage dans son carrosse sur le Pont Neuf. Officiellement, Louise-Françoise se voit ainsi obligée de se faire appeler « Madame la Princesse de Condé douairière » mais elle choisit dans son veuvage de se faire appeler « Madame la Duchesse douairière ». Peut-être dans un espoir de s'attirer les bonnes grâces de son père, elle se met à fréquenter régulièrement la cour de Monseigneur, à Meudon. Là-bas, elle sympathise avec Élisabeth-Thérèse de Lorraine, princesse d'Épinoy, et sa sœur aînée, Béatrice-Hiéronyme de Lorraine, qui sera la future abbesse de Remiremont. 
Le décès du dauphin, survenu en 1711, ruine ses projets de se rapprocher de la couronne, et anéanti ses rêves quant au règne de ce dernier dont elle espérait beaucoup. Elle est, malgré ses rêves déçus, bouleversée par cette disparition. Cette dernière fait de son neveu, Louis de France, et de son épouse, Marie-Adélaïde de Savoie, le dauphin et la dauphine. Elle se mit à détester cette dernière, qui se montrait condescendante auprès des femmes d'un rang qui lui était inférieur. Elle trouvait en la princesse de Conti douairière, plus âgée, une alliée face à la dauphine. La mort du dauphin l'année suivante et la mort de son père en 1715 feront du duc d'Orléans le régent de France et par cela de Françoise-Marie la première dame du royaume. 

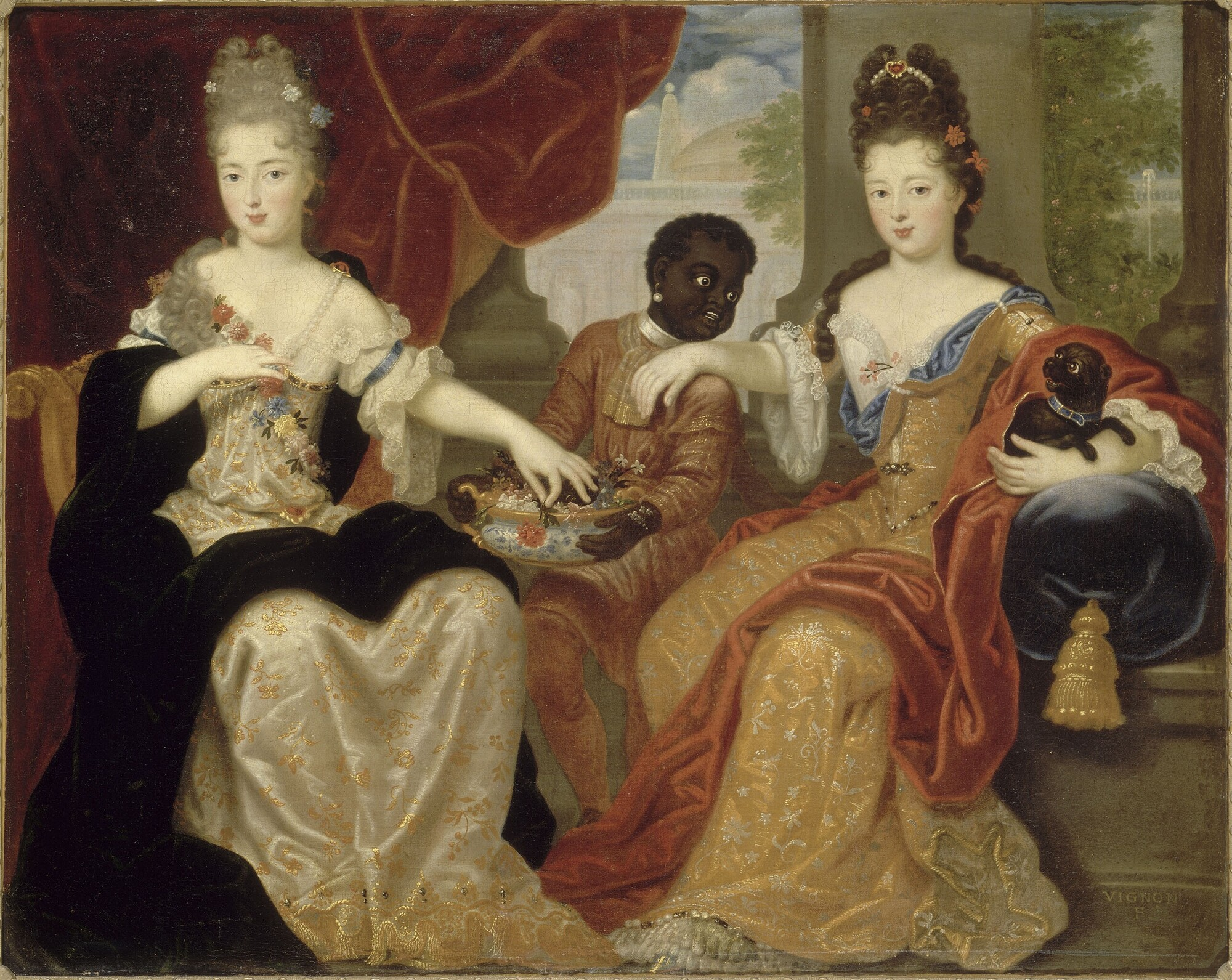
Françoise-Marie de Bourbon, dite Mademoiselle de Blois et Louise-Françoise de Bourbon, dite Mademoiselle de Nantes par Philippe Vignon, vers 1690.

Cette dernière supplante ainsi complètement Louise-Françoise. Mademoiselle de Nantes eut également une occasion de se quereller avec sa sœur lors du mariage du duc de Berry. Étant petit-fils de France, un mariage avec ce dernier était des plus prestigieux. Par ce que la guerre de Succession d'Espagne empêchait tout choix d'une princesse de sang royal étrangère, le roi hésitait entre une princesse de la maison de Condé ou d'Orléans. Louise-Françoise voulait de fait marier sa fille Louise-Élisabeth de Bourbon-Condé. Le duc épousa Marie-Louise-Élisabeth d'Orléans, fille de Françoise-Marie, laissant la duchesse douairière furieuse. En 1737, elle fut approchée pour devenir la marraine du dauphin Louis de France, le fils aîné du roi Louis XV. 

### Palais Bourbon
Dans les années 1720, Louise-Françoise fait ériger le palais Bourbon sur la rive gauche de la Seine, dans un quartier encore peu habité. Il fut érigé après son séjour au Grand Trianon, qui servi d'inspiration pour le palais. La construction débuta en 1722, lorsqu'elle est alors âgée de quarante-neuf ans. Plusieurs architectes se succèdent sur le chantier : Robert de Cotte, Lorenzo Giardini, Pierre Cailleteau puis Jean Aubert. En ces temps là, Louise-Françoise est la maîtresse de Armand de Madaillan de Lesparre. Afin de se rapprocher d'elle, il fait construire l'hôtel de Lassay sur un terrain voisin du palais afin de se rapprocher d'elle. Une galerie fut ainsi aménagée entre les deux bâtiments afin de permettre la rencontre des deux amants. Le palais possédait de grandes pièces de réceptions, la principale étant la grande galerie qui donnait sur la Seine. Le grand salon donnait également sur le palais des Tuileries. C'est un palais de plain-pied.

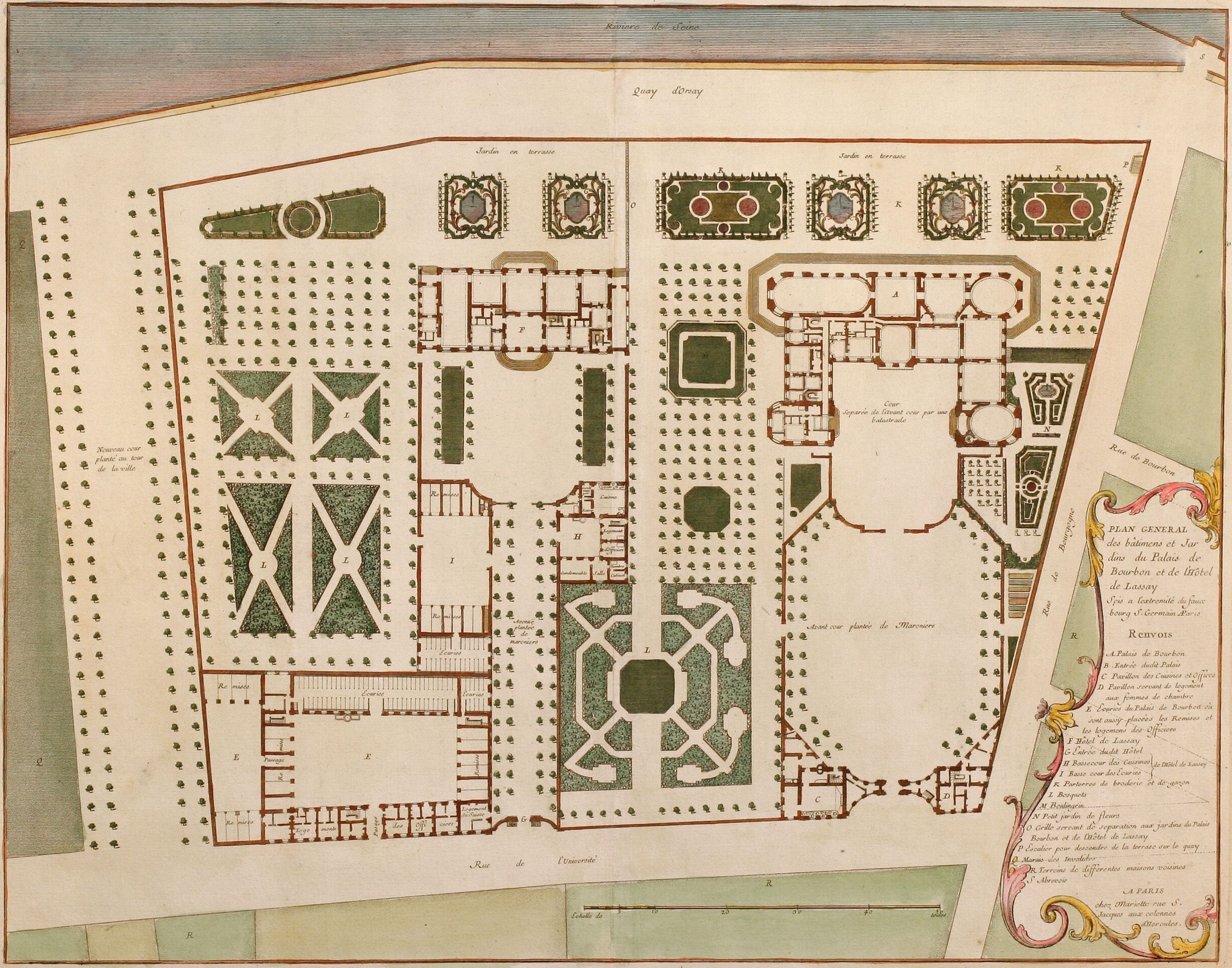
Aperçu du Plan du Palais de Bourbon et des Hôtels de Lassay à Paris par Jean-Baptiste Mannevillette, vers 1730.

Le palais est également situé à proximité de ses poches. Sa demi-sœur aînée, Marie-Anne de Bourbon, princesse douairière de Conti, résidait à l'hôtel de Conti, en face du palais du Louvre. Son frère aîné, le duc du Maine, possédait lui l'hôtel du Maine, situé rue Bourbon. Sa seconde sœur, la duchesse d'Orléans, résidait elle au Palais-Royal, demeure de la maison d'Orléans à Paris. Quant à son frère cadet, le comte de Toulouse, il réside dans l'hôtel de Toulouse, rue La Vrillière. En 1733, sa fille Louise-Élisabeth s'installe dans un hôtel particulier, proche du palais Bourbon, qui deviendra un nouvel hôtel de Conti, situé rue Saint-Dominique. Elle amasse une fortune considérable grâce au système de Law, aidée par son amant le marquis de Lassay.

### Décès
Louise-Françoise de Bourbon meurt au palais Bourbon le 16 juin 1743. Elle alors est âgée de soixante-dix ans. Elle sera inhumée au couvent des Carmélites du faubourg Saint-Jacques. 

## Titulature
- 24 juillet 1685 - 11 décembre 1686 : « Son Altesse Louise-Françoise de Bourbon, Madame la Duchesse de Bourbon » ;
- 11 décembre 1686 - 1er avril 1709 : « Son Altesse Louise-Françoise de Bourbon, Madame la Duchesse d'Enghien » ;
- 1er avril 1709 - 4 mars 1710 : « Son Altesse Sérénissime Louise-Françoise de Bourbon, Madame la Princesse de Condé » ;
- 4 mars 1710 - 16 juin 1743 : « Son Altesse Sérénissime Louise-Françoise de Bourbon, Madame la Princesse de Condé douairière ».